# Lynn Finnegan
Lynn G. Berbano Finnegan (* 3. Oktober 1970 in Honolulu, Hawaii, Vereinigte Staaten) ist seit 2003 Abgeordnete des Repräsentantenhauses von Hawaii für den 32. Wahlbezirk. Sie ist Mitglied der Republikanischen Partei.
Sie ist mit Captain Peter Finnegan verheiratet und hat zwei Kinder (Piikea und Luke).
Stationen ihrer Ausbildung waren
- University of Hawaii
- Hanalani Schools
- Waianae High & Intermediate School
- Makaha Elementary School

Sie widmet sich der Kriminalitätsvermeidung und der Drogenprävention.
Derzeit ist sie Fraktionsvorsitzende des Repräsentantenhauses und Mitglied im Finanz- und Gesundheitsausschuss.